# Перший уряд Августина Волошина
Перший уряд Августина Волошина був першим незалежним урядом автономної Підкарпатської Русі в складі Чехословацької республіки. Уряд, очолюваний Августином Волошином, існував з 26 жовтня по 1 грудня 1938 року.

## Історія
21 вересня 1938 року представники москвофільських та українських партій Підкарпатської Русі підтримали спільну декларацію з вимогою створити у Підкарпатській Русі окремий автономний уряд та вручили її представникам чехословацької влади. 8 жовтня у будівлі Крайового уряду відбулася нарада між партіями та крайовою владою. Представники москвофільських та українських партій вирішили «домагатися для Підкарпатської Русі тих самих прав, які отримала й отримає Словаччина». У відповідь на це того ж дня було звільнено губернатора Підкарпатської Русі Костянтина Грабара, а 9 жовтня було призначено на цю посаду Івана Парканія.
11 жовтня 1938 року Уряд Чехословаччини затвердив склад автономного Уряду Підкарпатської Русі. Його очолив Андрій Бродій. 26 жовтня його було затримано за звинуваченням у шпигунстві на користь Угорщини. Тоді ж було затверджено новий склад уряду, який очолив Августин Волошин.
На початку існування уряд Августина Волошина дозволив використання назви «Карпатська Україна» поряд з назвою «Підкарпатська Русь». Перші згадки про цю назву в офіційних документах належать до 3 листопада 1938 року. 25 листопада було затверджено українську мову офіційною в Карпатській Україні.
Місцем розташування канцелярії уряду Августина Волошина був Ужгород. 2 листопада 1938 року ухвалено Віденський арбітраж, за яким Чехословаччина передала Угорщині частину Закарпаття з містами Ужгород, Мукачево та Берегове. Унаслідок цього 10 листопада столицю автономного уряду було перенесено до Хуста. 
1 грудня 1938 року склад Уряду було змінено, через що з'явився другий уряд Августина Волошина.

## Склад Уряду
| Посада                                                                                        | Міністр           | Зображення | Початок терміну  | Кінець терміну |
| --------------------------------------------------------------------------------------------- | ----------------- | ---------- | ---------------- | -------------- |
| Прем'єр-міністр, міністр фінансів, промисловості, торгівлі, освіти та сільського господарства | Августин Волошин  |            | 26 жовтня 1938   | 1 грудня 1938  |
| Міністр внутрішніх справ                                                                      | Едмунд Бачинський |            | 26 жовтня 1938   | 1 грудня 1938  |
| Міністр юстиції, секретар Уряду                                                               | Іван П'єщак       |            | 26 жовтня 1938   | 1 грудня 1938  |
| Міністр транспорту, соціального забезпечення, громадських робіт та охорони здоров'я           | Юліян Ревай       |            | 26 жовтня 1938   | 1 грудня 1938  |
| Повноважний, відповідальний за міністерство економіки                                         | Степан Фенцик     |            | 5 листопада 1938 | 1 грудня 1938  |